# Campagnes d'Azov
Guerre russo-turque de 1686-1700
Batailles
- Vienne
- Párkány
- Vác
- Buda (1)
- Érsekújvár
- Eperjes (en)
- Kassa
- Buda (2)
- Pécs
- Mohács
- Crimée (1)
- Belgrade (1)
- Batočina (en)
- Crimée (2)
- Niš
- Zărnești
- Kačanik
- Mytilène (en)
- Belgrade (2)
- Slankamen
- Belgrade (3)
- Îles Inousses
- Chios
- Zeytinburnu
- Azov
- Lugos
- Andros (1)
- Ulaş
- Cenei (en)
- Andros (2) (en)
- Zenta
- Podhajce
- Samothrace

Les campagnes d'Azov sont deux campagnes militaires conduites en 1695 et 1696 contre l'empire Ottoman par Pierre le Grand. Elles s'inscrivent dans la guerre russo-turque de 1686-1700 commencée par la régente Sophie Alexeïevna. Engagées par le jeune roi au début de son règne, et se terminant par la prise de la forteresse turque d'Azov, qui bloquait l'accès de la Russie à la mer d'Azov, elles peuvent être considérées comme son premier succès important.

## Première campagne d'Azov (1695)

### Décision et préparatifs
Après le renversement de la régente Sophie, les actions militaires contre les Turcs et les Tatars sont suspendues. Les troupes russes s'opposent seulement aux incursions tatares. En 1694, la décision est prise de reprendre les opérations militaires et d'attaquer la forteresse turque d'Azov, et non le khanat de Crimée comme cela avait été le cas dans les campagnes de Golytsine. En conséquence, les troupes n'auront pas à traverser la steppe inhabitée, mais passeront par les abords de la Volga et du Don. Une flotte est construite à Voronej, en amont du Don pendant l'hiver et le printemps 1695 : embarcations fluviales, barques de mer et radeaux pour le transport des troupes, des munitions, de l'artillerie et de la nourriture destinés au siège d'Azov,.
Au printemps 1695, l'armée, divisée en trois groupes placés sous le commandement de Patrick Gordon (9 500 hommes, 43 canons et 10 mortiers), d'Avtonom Golovine (7 000 hommes) et de François Lefort (13 000 hommes), ces deux derniers étant dotés de 44 couleuvrines et de 104 mortiers, se met en mouvement vers le sud. Pierre le Grand commande lors de cette campagne l'artillerie et dirige en fait l'ensemble des opérations. L'armée du voïvode Boris Cheremetiev, mise à disposition par le Cosaque Ivan Mazepa, est envoyée sur le Dniepr contre les troupes des Tatars de Crimée.

### Siège d'Azov

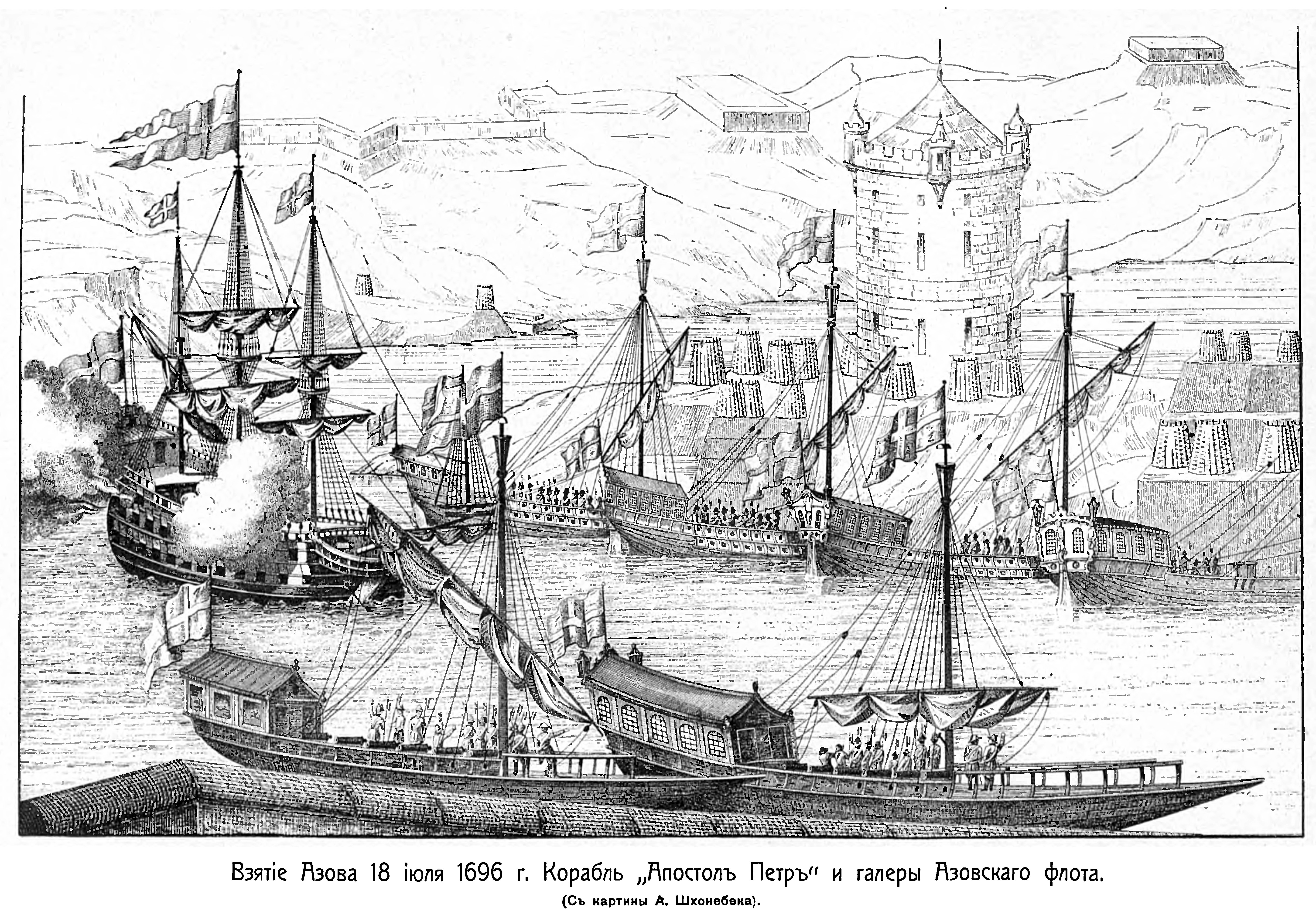
Prise de la forteresse d'Azov, gravure de 1696 d'Adriaan Schoonebeek.

À la fin juin, le gros des troupes assiège la forteresse d'Azov, à l'embouchure du Don. Gordon prend position au sud de la ville, Lefort à l'ouest, et Golovine, avec le tsar, à l'est. Le 2 juillet, l'armée commence les travaux de siège, sous le commandement de Gordon. Le 5 juillet, les corps de Golovine et Lefort s'y joignent. Entre le 14 et le 16 juillet, les Russes réussissent à s'emparer de deux tours en pierre de part et d'autre du Don, en aval d'Azov, entre lesquelles sont tendues des chaînes de fer qui empêchent l'accès des bateaux à la mer. Ce sera le plus grand succès de la première campagne. Une garnison turque de 7 000 hommes, sous le commandement de Hasan Arslan-bey, défend la forteresse.
Le 5 août, les régiments d'infanterie de Lefort, avec le soutien de 2 500 Cosaques, font une première tentative d'assaut, qui échoue. Les pertes russes sont de 1 500 morts et blessés. Lors du second assaut, le 25 septembre, Fiodor Apraxine, avec les régiments Préobrajenski et Semenovski et  Cosaques du Don, réussit à prendre une partie des fortifications et à pénétrer dans la ville. À cause d'une mauvaise coordination des troupes russes, les Turcs arrivent à se regrouper, et Apraxine, qui n'est pas soutenu, est contraint à la retraite. Le 2 octobre, le siège est levé,. 3 000 archers sont laissés dans des tours de défense, baptisées « Ville de Novosergueïevsk ».

### Campagne de Chermetev
Le boyard et voïvode Boris Cheremetev est à la tête d'un corps d'armée séparé de 25 000 hommes et est soutenu par Ivan Mazepa et environ 35 000 Cosaques. Le corps d'armée de Cheremetev se compose de trois régiments de voïvodes (le sien et ceux de Semen Prostassievitch Nepliouïev et d'Ilia Dmitriev-Mamonov). La cavalerie « du nouvel ordre » est commandée par le lieutenant-général Andreï Tseï (Heinrich Zoege von Manteuffel), les régiments de soldats par le lieutenant-général Ivan (Iagan) Adereïevitch Goulits. Les troupes viennent des régions de Belgorod et de Smolensk.
Elles prennent aux Turcs le 30 juillet les quatre forteresses de Kyzy-Kermen (ru), Moustrit-Kermen, Aslan-Kermen et Moublerez-Kermen sur l'île de Tavan. Elles ne peuvent cependant se maintenir et doivent se retirer. La région est déclarée neutre lors de la paix de Constantinople.

## Deuxième campagne d'Azov (1696)

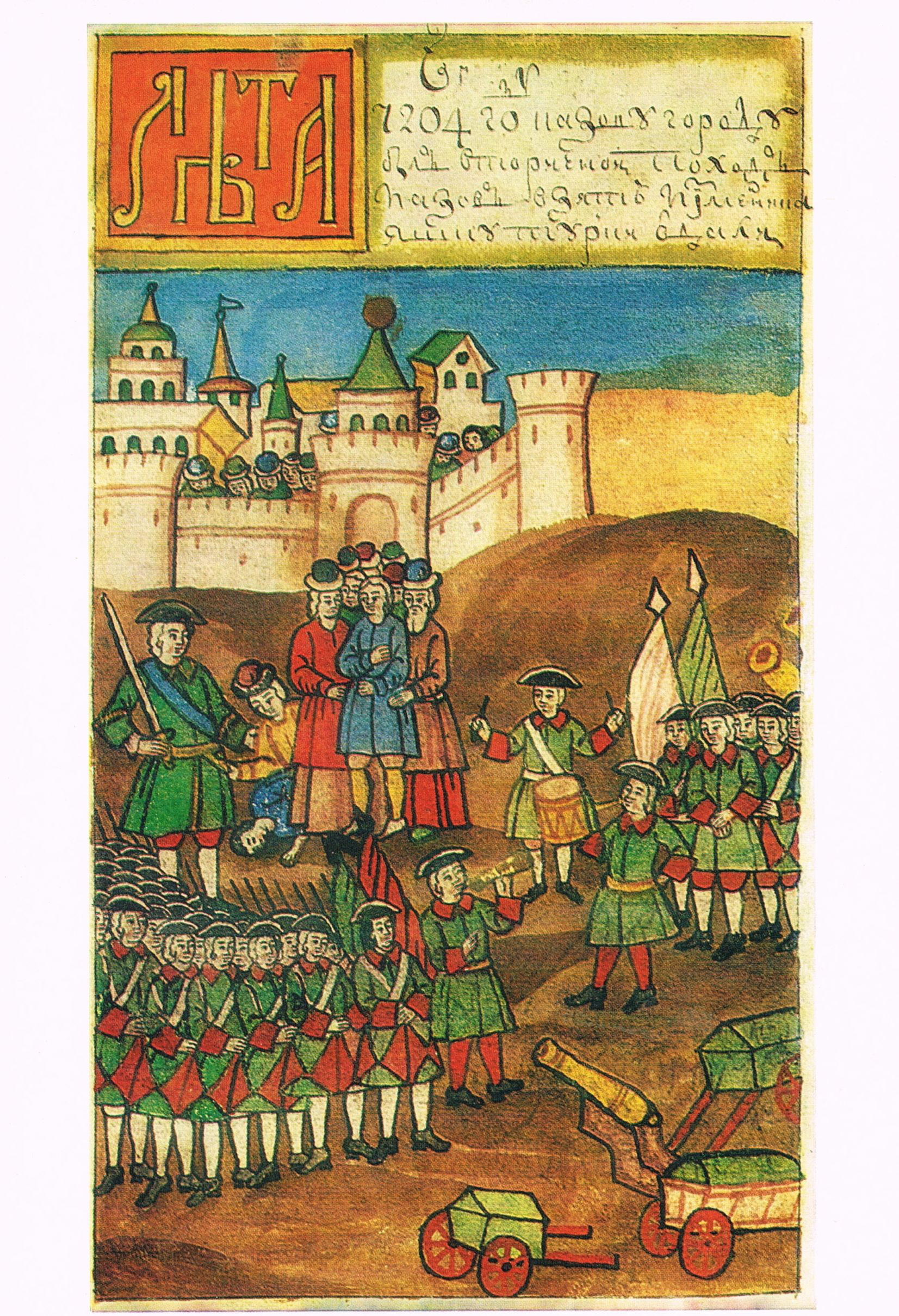
La prise de la forteresse d'Azov. Miniature d'un manuscrit de la 1ère moitié du XVIIIe siècle, lHistoire de Pierre I. La scène représente la remise par les Turcs de Iachki (Jacques Jansen), matelot-renégat néerlandais.

Le commandement des forces armées est alors réorganisé, avec une armée de terre, confiée au boyard Alexeï Chéine, répartie en trois divisions ou généralités, commandées par Patrick Gordon, Golovine et Riguim. François Lefort est à la tête d'une nouvelle flotte, construite au printemps 1696. Elle comprend deux vaisseaux de lignes, 27 galères et d'autres vaisseaux.
Un décret selon lequel les serfs qui auront servi dans l'armée recevront la liberté est publié. L'armée de terre a augmenté de moitié, pour atteindre plus de 70 000 hommes. Elle comprend également les Cosaques du Don et une cavalerie kalmouke.
Du 23 au 26 avril, les forces russes se mettent en route vers Above, par terre et par les rivières de Voronej et du Don. La galère de Pierre le Grand appareille le 3 mai. Le 16 mai, les troupes russes assiègent de nouveau Azov.
Le 20 mai, des galères cosaques attaquent des navires de transport turcs à l'embouchure du Don. Elles détruisent deux galères, neuf petits navires, et capturent un autre navire. Le 27 mai la flotte russe sort dans la mer d'Azov et coupe l'approvisionnement par mer de la forteresse. Le 14 juin, la flotte turque, forte de 23 navires et 4 000 hommes, atteint les bouches du Don, mais perd deux navires et n'ose pas engager le combat.
Les 10 et 24 juin, des attaques de la garnison turque, soutenue par 60 000 Tatars venus d'un camp au sud d'Azov, au bord de la rivière Kagalnik (ru), sont repoussées.
Le 16 juillet, les travaux de siège sont achevés. Le 17, 1 500 Cosaques du Don et de Zaporogie s'introduisent dans la forteresse et se retranchent dans deux bastions. Le 19 juillet, après de longs bombardements d'artillerie, la garnison d'Azov se rend. Le 20 juillet, c'est le tour de la forteresse de Lioutikh, située à l'embouchure du bras nord du Don.
Dès le 23 juillet, Pierre le Grand approuve le plan de nouvelles fortifications de la forteresse, fortement endommagée à la suite de bombardements. Azov n'étant pas un port adapté pour la flotte maritime, le promontoire de Tagan est choisi comme port le 27 juillet 1696, et deux ans plus tard Taganrog y est fondée. Le voïvode Alexeï Chéine est, au titre de ses mérites dans la deuxième campagne d'Azov, le premier Russe élevé au grade de généralissime.

## Portée et suites
La campagne d'Azov a démontré l'importance de l'artillerie et de la flotte de guerre. Elle est un remarquable exemple d'interaction de la flotte et de l'armée de terre lors d'un siège d'une forteresse en bord de mer, proche des assauts menés par les Britanniques contre Québec (1690) et Saint-Pierre (1693).
La préparation de la campagne prouve les qualités d'organisation et de la capacité stratégique de Pierre le Grand. Il montre aussi pour la première fois sa capacité à tirer les leçons d'un échec et à rassembler ses forces pour une nouvelle attaque.
Malgré ce succès, la campagne se révèle un échec stratégique : sans contrôle de la Crimée ou, au moins, de Kertch à l'entrée de la mer Noire, les objectifs visés ne sont pas atteints. Il est également nécessaire pour conserver Azov de renforcer la flotte, et donc de poursuivre la construction de navires et se procurer des spécialistes, capables de construire des bâtiments modernes. Le 20 octobre, la Douma des boyards décide la création d'une marine russe. Un vaste programme de construction navale, de 52 (puis 77) vaisseaux, est lancé et financé par de nouvelles taxes. Le 22 novembre, un décret est pris sur l'envoi de la noblesse en formation à l'étranger.
En 1697, l'ambassadeur russe à la cour des Séfévides adresse une note indiquant que « des Lezghiens, Adyguéens, et d'autres tribus du Caucase, évidemment sujets perses », ont apporté une assistance aux Ottomans pendant la campagne d'Azov. Il demande à la Perse de déclarer la guerre aux Ottomans, et de payer 300 000 tomans en réparation.
La guerre avec l'Empire Ottoman n'étant pas terminée, la Grande Ambassade est envoyée en Europe dans le but de mieux connaître le rapport des forces, de trouver des alliés et de confirmer l'alliance avec la Sainte-Ligue, et enfin de renforcer la position de la Russie.
La paix est signée en 1700 avec le traité de Constantinople.

## Notes et références

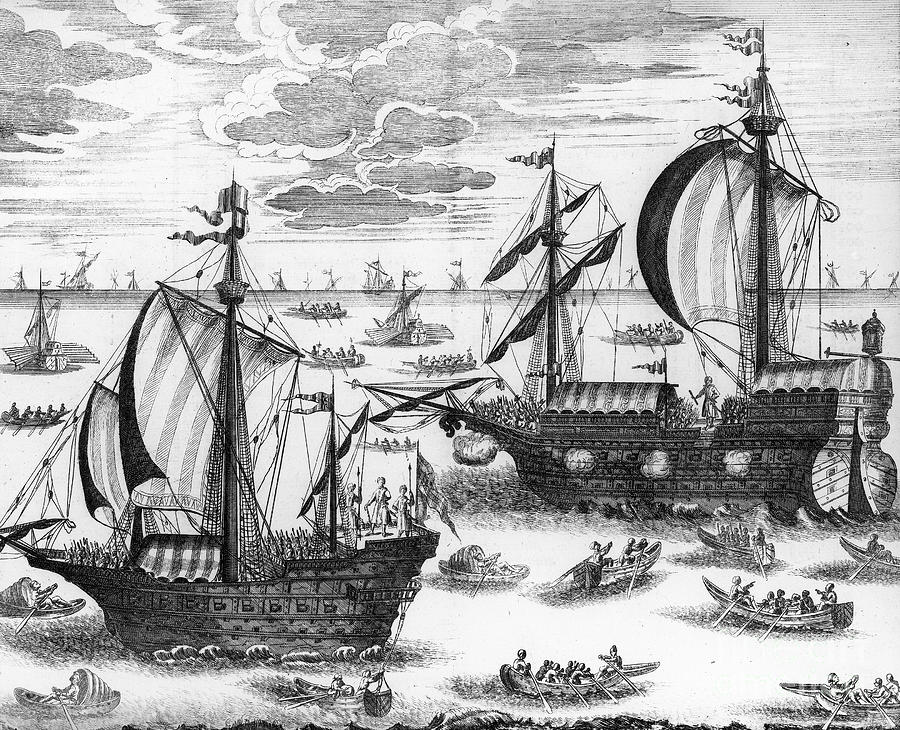
Flotte d'Azov